# Stockerau
Stockerau er en by og kommune i det nordøstlige Østrig, med et indbyggertal (pr. 2007) på cirka 15.200. Byen ligger i delstaten Niederösterreich, nord for landets hovedstad Wien.
- Wikimedia Commons har flere filer relateret til Stockerau